# Ordine di Sant Jordi d'Alfama

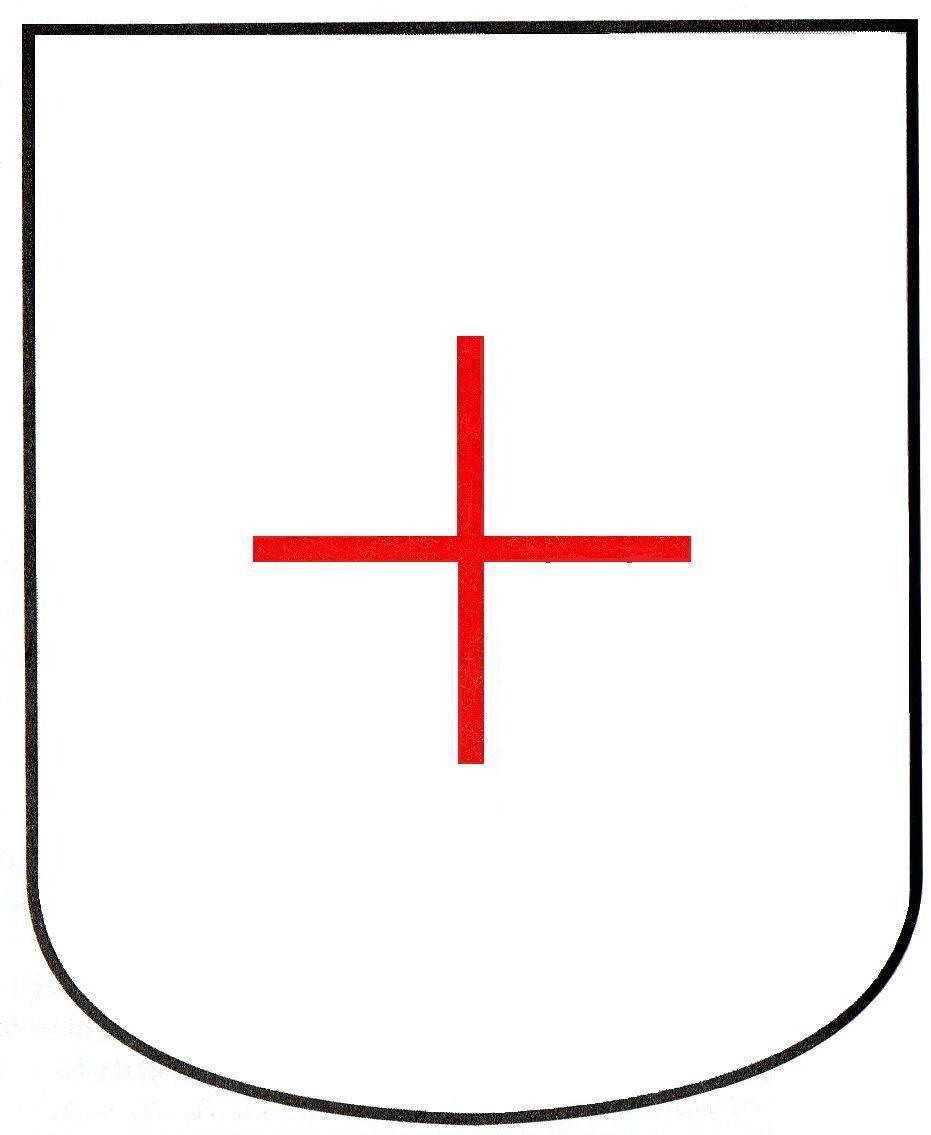
Emblema dell'ordine

L'Ordine di Sant Jordi d'Alfama (o Ordine di San Giorgio d'Alfama) fu un ordine militare fondato nel 1201 da Pietro il Cattolico, re di Aragona e conte di Barcellona. Deve il suo nome al deserto di Alfama, territorio a loro affidato dove costruirono una torre di avvistamento e dove oggi si trova il castello di Sant Jordi d'Alfama, a circa cinque miglia da Tortosa (nel comune di L'Ametlla de Mar).

## Storia
Per capire la decisione del re di fondare un ordine militare reale, bisogna tener conto della personalità del monarca e delle circostanze del momento. Pietro era il figlio maggiore di Alfonso I di Aragona. Ricevette da parte paterna l'Aragona, la Catalogna e alcuni territori del sud della Francia, mentre suo fratello, Alfonso II di Provenza, ricevette la Provenza, Millau e Gavaldà. Nonostante questa divisione vi era una forte alleanza politica fra i due fratelli che dominanvao l'area catalano-occitana. Successivamente, con la morte di Alfonso II, Pietro aumentò ancora di più il suo potere facendo da tutore al suo giovane nipote Raimondo Berengario IV di Provenza che aveva succeduto il padre Alfonso II.
Al fine di mantenere la magnificenza della sua corte e un esercito ben attrezzato, Pietro aveva bisogno di forti entrate che ottenne per mezzo di pesanti tasse che causarono il malcontento popolare. Una delle sue aspirazioni principali era quello di espandere i propri domini intraprendendo la guerra contro i Mori. Fu per questo motivo che nel 1201 ritenne necessario creare un ordine militare.
L'ordine decise di reggersi sulla regola di sant'Agostino (confermata nel 1373). Pietro fu in grado, con l'aiuto dei cavalieri dell'Ordine, di conquistare ai Mori di Valencia le città di Ademuz e Castielfabib. Il re, forte della sua alleanza con il regno di Castiglia, cercò poi di prendere anche l'isola di Maiorca, con una spedizione militare che si concluse però in un fallimento.
Alfonso VIII di Castiglia chiese aiuto all'Aragona e alla Catalogna per partecipare alla battaglia di Las Navas de Tolosa. Tra le armate di Pietro vi erano i cavalieri dell'Ordine di Sant Jordi, che non esitarono a rispondere positivamente alla chiamata del loro monarca.
Nell'ultima fase del suo regno, Pietro dovette affrontare un dilemma: da una parte voleva mantenere l'amicizia con i nobili della Linguadoca, e dall'altra non voleva perdere quella con il papa che aveva indetto la crociata contro i Catari. La decisione del papa di inviare la nobiltà francese contro gli albigesi costrinse Pietro ad allearsi con loro. Questa situazione colpì anche l'Ordine di Sant Jordi, che fu costretto a combattere a fianco del re, che aveva creato l'ordine, e ad affrontare in battaglia le forze protette dal papa. Pietro fu sconfitto e ucciso nella battaglia di Muret, fatto che decretò il definitivo arresto dell'espansionismo catalano-aragonese in Occitania.
L'ordine, in forte declino, venne fuso nel 1399 con l'Ordine di Montesa.